# Khosrau al II-lea

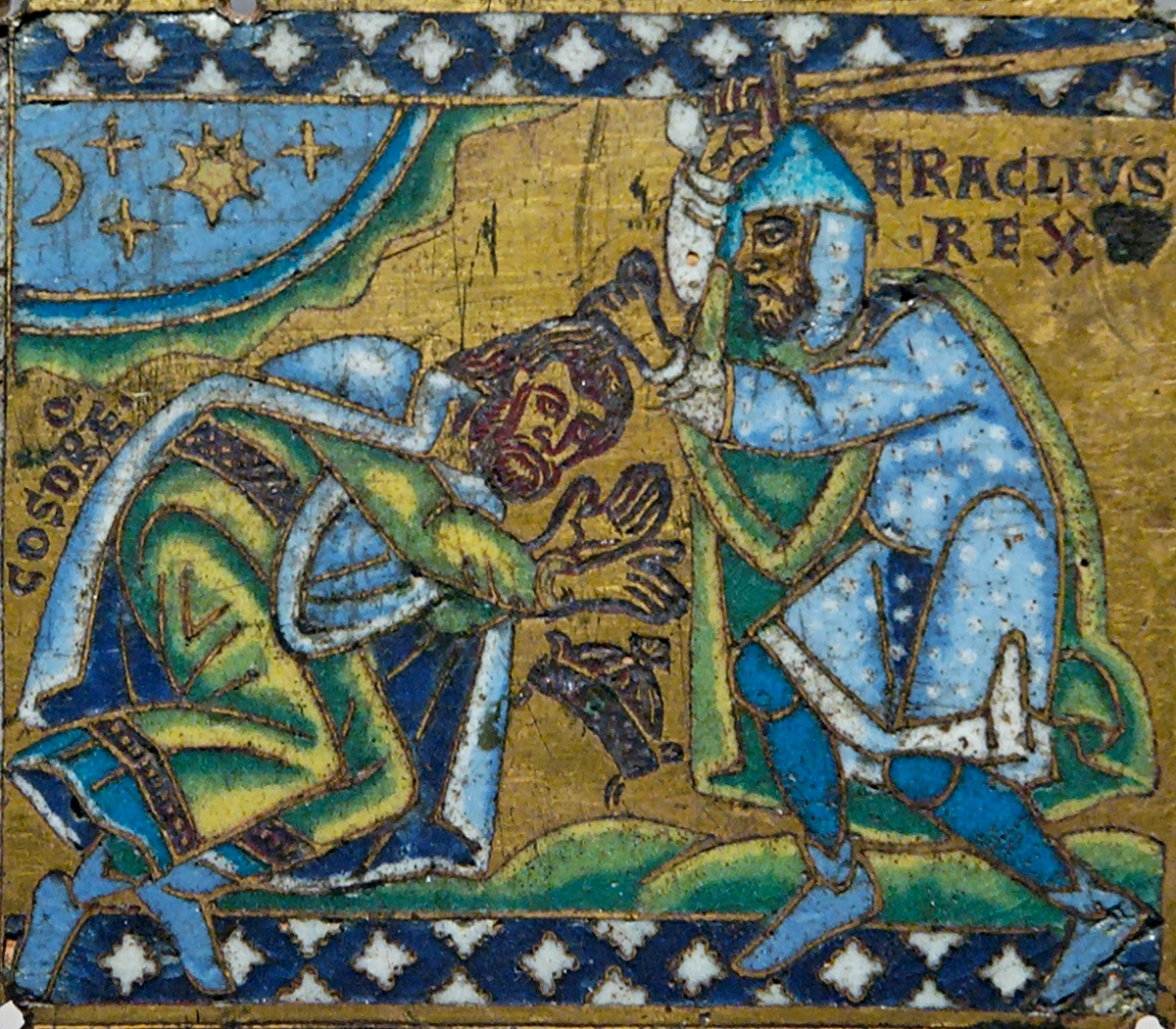
Regele sassanid Khosrau al II-lea se supune împăratului bizantin Heraclius I. Imagine de pe o cruce.

Khosrau al II-lea (Khosrow al II-lea, Chosroes al II-lea sau Xosrov al II-lea în sursele clasice, uneori numit Parvez, „Mereu Victorios” - în limba persană: خسرو پرویز) a fost al douăzeci și doilea rege persan din dinastia sasanizilor, domnind între anii 590-628. El a fost fiul lui Hormizd al IV-lea (579-590) și nepotul lui Khosrau I (531-579). 